# Drapé
Drapé (z franc. drap = sukno) je obchodní označení pro jemnou vlnařskou tkaninu v úpravě valchovaného vlasového sukna.

## Popis
Vyrábí se v keprové nebo atlasové vazbě nejčastěji s osnovou z česané příze (12 x 2 – 16 x 2 tex) a s útkem z mykané příze (42–50 tex). Látka je barvená v kuse, má ušlechtilý, matný lesk, pod krátkým počesaným vlasem je na lícní straně většinou dobře viditelná vazba tkaniny.

## Použití
V lehčím provedení se užívá na dámské šaty, těžší tkaniny na pánské obleky a pláště.  
Výraz drapé se také používá pro řasení textilie do měkkých záhybů,  viz drapérie